# 342e régiment d'infanterie
Le 342e régiment d'infanterie (342e RI) est un régiment d'infanterie de l'Armée de terre française constitué en 1914 avec les bataillons de réserve du 142e régiment d'infanterie.
À la mobilisation, chaque régiment d'active créé un régiment de réserve dont le numéro est le sien plus 200.

## Création et différentes dénominations
- création, le 2 août 1914 : 342e régiment d'infanterie à Mende (Lozère).
- 7 mai 1917 : Dissolution

## Chefs de corps
- 1914 - 1915 : Lieutenant colonel Héliot.
- 1915 - 1917 : Lieutenant colonel Blavier.

## Historique des garnisons, combats et batailles

### Première Guerre mondiale

#### Affectations
- 15e corps d'armée août 1914 à avril 1917

#### 1914
- Angevillers
- La Mortagne (rivière)
- La Woëvre

#### 1915
- Ypres Ferme de la Capelle (Belgique) (janvier 1915)
- Beauséjour
- Perthes-les-Hurlus
- 25 septembre-6 octobre : seconde bataille de Champagne

#### 1916
- Soissons
- Bataille de Verdun
- bataille de l'Argonne

#### 1917
- côte 304
- Osches
- Secteur du Bec, Béthincourt
- 11 mai : Jubécourt, Brocourt
- 16 avril : dissolution du régiment

## Drapeau
Il porte, cousues en lettres d'or dans ses plis, les inscriptions suivantes :
- Ypres 1914
- Verdun 1916